# Burkhard zu Rhein
Burkhard zu Rhein (erstmals erwähnt 1388; † zwischen 1432 und 1446) war ein Basler Politiker.
Burkhard zu Rhein (ze Rhin) sass ab 1409 als Ritter im Basler Rat. Zwischen 1413 und 1432 bekleidete er achtmal in Basel die Bürgermeisterwürde. Er vertrat seine Vaterstadt wiederholt als Gesandter, so beim Konzil von Konstanz.